# Maddalena Visconti
Maddalena Visconti (1366 - 17 juillet 1404) est une fille de Barnabé Visconti et de Reine della Scala. Maddalena est duchesse de Bavière-Landshut par son mariage avec Frédéric de Bavière.

## Famille
Maddalena est née à Milan et est la onzième d'une fratrie de quinze enfants.
Les grands-parents maternels de Maddalena sont Mastino II della Scala et Taddea de Carrare. Ses grands-parents paternels sont Stefano Visconti et Valentina Doria.

## Mariage
Son père veut améliorer ses relations avec la Bavière et marie ainsi trois de ses filles, Maddalena, Élisabeth et Taddea aux trois ducs rivaux. Maddalena épouse donc le 2 septembre 1381 le duc Frédéric de Bavière. Frédéric est veuf de Anna de Neuffen, avec qui il a eu une fille, Isabelle de Bavière, mariée à l'un des frères de Maddalena, Marco Visconti, seigneur de Parme.
Le couple a cinq enfants :
- Johann, mort jeune ;
- Élisabeth (1383 - 13 novembre 1442), mariée au margrave Frédéric Ier de Brandebourg ;
- Marguerite (née en 1384), morte jeune ;
- Henri XVI de Bavière (1386-1450) ;
- Madeleine (1388-1410), mariée en 1404 au comte Johann Meinhard VII de Görz.

De 1375 à 1392, Frédéric règne avec ses frères Étienne III et Jean II, et Maddalena exerce conjointement les fonctions de duchesse avec sa sœur Taddea, mais seulement pendant quelques semaines, jusqu'à la mort de celle-ci. 
Frédéric administre la partie la plus riche du duché, la Bavière-Landshut qu'il conserve après la division de la Bavière entre les frères en 1392 lors de la création de la Bavière-Ingolstadt et de la Bavière-Munich.
Frédéric est un conseiller du roi Venceslas de Luxembourg et un candidat favorable à sa succession lorsqu'il meurt à Budweis en 1393. Son fils Henri lui succède au duché de Bavière-Landshut.
Henri hérite non seulement des cheveux noirs de Maddalena mais aussi du tempérament despotique de la famille Visconti. Il opprime très cruellement le soulèvements des citoyens de Landshut en 1410 et combat avec succès son cousin Louis VII le Barbu, duc de Bavière-Ingolstadt. Il réunit les ennemis de Louis dans la Société de la perruche en 1414 puis la Ligue de Constance en 1415.
Maddalena meurt à Burghausen le 17 juillet 1404. Elle est inhumée au monastère de Raitenhaslach .